# К-133
К-133 — советская атомная подводная лодка проекта 627А «Кит», построенная в 1961—1962 годах. Входила в состав Северного и Тихоокеанского флотов, находилась в строю до 1989 года.

## История

### Строительство
Заложена 3 июля 1961 года на стапеле цеха № 42 Северного машиностроительного предприятия под заводским № 286. Спущена на воду 5 июля 1962 года. С 6 июля по 14 сентября 1962 года на лодке были проведены швартовные испытания оборудования и механизмов. Заводские ходовые испытания проводились в период с 14 по 25 сентября 1962 года. Государственные испытания проходили с 26 сентября по 29 октября 1962 года. 29 октября 1962 года Государственная комиссия подписала акт о завершении государственных испытаний корабля.
Включена в состав Северного флота 14 ноября 1962 года под командованием капитана 2-го ранга Слюсарева Георгия Алексеевича, зачислена в состав 3-й дивизии подводных лодок с местом базирования в Западной Лице.

### Поход в экваториальную Атлантику
В 1963 году атомная подводная лодка К-133 отправилась в дальний поход в экваториальную Атлантику для испытаний корабельных систем и участия в океанографических исследованиях.
9 августа в турбинном отсеке зафиксировали резкий рост радиоактивности. Экипаж принял меры по защите личного состава и локализации утечки. Радиоактивность продолжала расти, и командование сообщило об аварии на командный пункт Северного флота. На помощь направили резервный экипаж на крейсере «Мурманск», но передача смены не состоялась из-за шторма и отказа основного экипажа покинуть корабль.
Позже произошла новая утечка в другом парогенераторе, что вновь ухудшило радиационную обстановку. Реактор аварийного борта был остановлен, экипаж провел охлаждение и устранение утечки. Несмотря на трудности, лодка завершила поход, пройдя за 51 сутки более 15 000 миль.
По итогам экспедиции экипаж проявил высокий профессионализм. Комиссия признала, что эксплуатация энергетической установки возможна даже при утечке, при условии надежной работы защитных систем.
С октября 1964 года по сентябрь 1965 года лодка проходила текущий ремонт.

### Переход на Тихоокеанский флот
В период с 2 февраля по 26 марта 1966 года К-133 совместно с ПЛАРК К-116 впервые в мире совершила переход с Северного флота на Тихоокеанский флот южным маршрутом через пролив Дрейка без всплытия. Командовал переходом командующий 1-й флотилии подводных лодок контр-адмирал Сорокин А. И., командиром К-133 был капитан 2 ранга Столяров Л. Н. При переходе лодка прошла 21000 морских миль за 52 суток. Указом Президиума Верховного Совета СССР от 23 мая 1966 года за образцовое выполнение задания командования и проявленное при этом мужество и героизм командиру АПЛ капитану второго ранга Столярову Л. Н., руководителю перехода, контр-адмиралу Сорокину А. И., замполиту ПЛА «К-133» капитану второго ранга Усенко Н. В., флагманскому инженер-механику Морозову И. Ф. были присвоены звания Героев Советского Союза.
Этот переход стал самым протяжённым в истории подводного флота СССР.
14 апреля 1966 года за успешное выполнение задания К-133 было присвоено почётное звание гвардейская.

### В составе ТОФ
С 14 ноября 1966 года АПЛ «К-133» вошла в состав 45-й ДиПЛ Тихоокеанского флота с базированием в Вилючинске.
В кампанию 1966—1968 годов лодка совершила два автономных похода на боевую службу общей продолжительностью 103 суток.
С октября 1968 года по декабрь 1970 года прошла текущий ремонт и модернизацию на заводе «Звезда» во Владивостоке.
В кампанию 1971—1976 годов К-133 выполнила два автономных похода на боевую службу общей продолжительностью 93 суток.
В 1976 году во время нахождения лодки в море произошло снижение сопротивления изоляции силовых кабелей ниже допустимого уровня, потребовалась замена. С октября 1976 года по апрель 1977 года лодка прошла текущий ремонт.
В 1977 году лодка произвела один автономный поход на боевую службу продолжительностью 48 суток.
В период с мая 1980 года по январь 1982 года лодка прошла средний ремонт с перезарядкой активных зон реакторов, после завершеня ремонта зачислена в состав 26-й ДиПЛ с базированием в бухте Павловского.
В 1983—1984 годах выполнила автономный поход на боевую службу, после которого переведена в состав 28-й ДиПЛ (Советская Гавань), использовалась только для отработки задач боевой подготовки. В 1987—1988 годах прошла ремонт.

### Вывод из состава флота
30 мая 1989 года К-133 была выведена из состава ВМФ, находилась на отстое в бухте Постовая (Советская Гавань), входила в состав 60-й бригады ПЛ, с 1992 года — переименована в Б-133, переформирована в состав 366-го дивизиона ПЛ. Всего с момента спуска на воду лодка прошла 168889 морских миль за 21926 ходовых часов.
В 1998 году расформирован экипаж. Гвардейский флаг К-133 был передан атомной подводной лодке К-295 «Самара».
До 2007 года находилась в пункте временного хранения на плаву в бухте Постовая, затем переведена в Большой Камень на ДВЗ «Звезда» где в сентябре 2007 года было выгружено отработанное ядерное топливо, вскоре лодка была утилизирована. Трёхотсечный блок хранился на плаву в бухте Разбойник, затем разделан до одноотсечного реакторного блока, установленного на суше в пункте долговременного хранения «Устричное».

## Командиры
- 1961—1962: Сысоев Ю. А.
- 1962—1965: Слюсарев Г. А.
- 1965—1967: Столяров Л. Н.
- 1967—1968: Можайский А. М.
- 1968—1975: Шинкевич Г. Н.
- 1975—1976: Шиков А. А.
- 1976—1979: А. А. Комарицын[9]
- 1979—1983: Дружинин В. Г.
- 1983—1985: Инхеев В. Н.
- 1985—1986: Воробьёв Г. Г.
- 1986—1988: Мелентьев Г. В.

…
- до 1998: Аникин А.